# 바라크자이 왕조
바라크자이 왕조(파슈토어: بارک‌زایی)는 1823년부터 1973년까지 아프가니스탄 지역에 존재하던 아프가니스탄 토후국과 그 후신인 아프가니스탄 왕국을 지배했던 왕조이다.

## 같이 보기
- 아프가니스탄의 역사
- 이스라엘 민족
- 영국-아프가니스탄 전쟁